# Marignac-Laspeyres
Marignac-Laspeyres è un comune francese di 189 abitanti situato nel dipartimento dell'Alta Garonna nella regione dell'Occitania.

## Società

### Evoluzione demografica
Abitanti censiti